# パスカル・ジュラン
パスカル・ジュラン（Pascale Jeuland、1987年6月2日 - ）は、フランス、レンヌ出身の女子自転車競技選手。

## 経歴
トラックレースとロードレースの兼用選手。
2007年、国内選手権・ポイントレース優勝。
2008年
- 国内選手権・ポイントレース優勝。
- 北京オリンピック・ポイントレース 7位

2010年、世界選手権・スクラッチ 優勝